# Ctenochaetus tominiensis
Ctenochaetus tominiensis és una espècie de peix pertanyent a la família dels acantúrids.

## Descripció
- Pot arribar a fer 16 cm de llargària màxima.
- 8 espines i 24-25 radis tous a l'aleta dorsal i 3 espines i 22-23 radis tous a l'anal.
- Aleta caudal de color blanc.[3]

## Hàbitat
És un peix marí, associat als esculls i de clima tropical (24 °C-27 °C; 15°N-19°S, 119°E-180°E) que viu entre 3 i 45 m de fondària (normalment, entre 3 i 25).

## Distribució geogràfica
Es troba al Pacífic occidental central: Indonèsia, les Illes Filipines, Papua Nova Guinea, el nord de la Gran Barrera de Corall, Salomó, Palau, Vanuatu, Fiji i Tonga.

## Observacions
És inofensiu per als humans.